# Nederlands landskampioenschap 1936-1937
Al campionato parteciparono cinquanta squadre e  l'Ajax vinse il titolo.

## Est
|    | Club            | G  | V  | N | P  | GF | GS | Punti | DR  |                                   |
| -- | --------------- | -- | -- | - | -- | -- | -- | ----- | --- | --------------------------------- |
| 1  | Go Ahead        | 18 | 14 | 2 | 2  | 44 | 21 | 30    | +23 | Qualificata per il gruppo finale. |
| 2  | Heracles        | 18 | 11 | 4 | 3  | 47 | 21 | 26    | +26 |                                   |
| 3  | AGOVV Apeldoorn | 18 | 10 | 3 | 5  | 36 | 22 | 23    | +14 |                                   |
| 4  | SC Enschede     | 18 | 7  | 3 | 8  | 39 | 38 | 17    | +1  |                                   |
| 5  | HVV Tubantia    | 18 | 7  | 3 | 8  | 36 | 42 | 17    | -6  |                                   |
| 6  | Wageningen      | 18 | 6  | 4 | 8  | 34 | 35 | 16    | -1  |                                   |
| 7  | PEC Zwolle      | 18 | 7  | 1 | 10 | 40 | 41 | 15    | -1  |                                   |
| 8  | ZAC             | 18 | 7  | 1 | 10 | 44 | 56 | 15    | -12 |                                   |
| 9  | NEC Nijmegen    | 18 | 5  | 4 | 9  | 27 | 37 | 14    | -10 |                                   |
| 10 | Enschedese Boys | 18 | 3  | 1 | 14 | 25 | 59 | 7     | -34 |                                   |

G = Partite giocate; V = Vittorie; N = Nulle/Pareggi; P = Perse; GF = Goal fatti; GS = Goal subiti; DR = Differenza reti, PT = Punti

## Nord
|    | Club            | G  | V  | N | P  | GF | GS | Punti | DR  |                                   |
| -- | --------------- | -- | -- | - | -- | -- | -- | ----- | --- | --------------------------------- |
| 1  | Be Quick 1887   | 18 | 16 | 2 | 0  | 75 | 24 | 34    | +51 | Qualificata per il gruppo finale. |
| 2  | GVAV Rapiditas  | 18 | 11 | 3 | 4  | 43 | 20 | 25    | +23 |                                   |
| 3  | Veendam         | 18 | 11 | 2 | 5  | 50 | 25 | 24    | +25 |                                   |
| 4  | Velocitas 1897  | 18 | 8  | 3 | 7  | 35 | 33 | 19    | +2  |                                   |
| 5  | HSC             | 18 | 8  | 1 | 9  | 35 | 42 | 17    | -7  |                                   |
| 6  | Sneek Wit Zwart | 18 | 6  | 2 | 10 | 24 | 37 | 14    | -13 |                                   |
| 7  | Achilles 1894   | 18 | 5  | 3 | 10 | 48 | 51 | 13    | -3  |                                   |
| 8  | VV Hoogezand    | 18 | 5  | 3 | 10 | 34 | 41 | 13    | -7  |                                   |
| 9  | VV Leeuwarden   | 18 | 4  | 4 | 10 | 21 | 44 | 12    | -23 |                                   |
| 10 | LVV Friesland   | 18 | 4  | 1 | 13 | 29 | 77 | 9     | -48 |                                   |

G = Partite giocate; V = Vittorie; N = Nulle/Pareggi; P = Perse; GF = Goal fatti; GS = Goal subiti; DR = Differenza reti, PT = Punti

## Sud
|    | Club           | G  | V  | N | P | GF | GS | Punti | DR  |                                   |
| -- | -------------- | -- | -- | - | - | -- | -- | ----- | --- | --------------------------------- |
| 1  | PSV            | 18 | 10 | 5 | 3 | 47 | 29 | 25    | +18 | Qualificata per il gruppo finale. |
| 2  | BVV Den Bosch  | 18 | 9  | 3 | 6 | 55 | 42 | 21    | +13 |                                   |
| 3  | NOAD           | 18 | 8  | 4 | 6 | 54 | 38 | 20    | +16 |                                   |
| 4  | NAC            | 18 | 9  | 2 | 7 | 44 | 34 | 20    | +10 |                                   |
| 5  | LONGA          | 18 | 7  | 2 | 9 | 41 | 38 | 16    | +3  |                                   |
| 6  | Juliana        | 18 | 5  | 6 | 7 | 37 | 45 | 16    | -8  |                                   |
| 7  | RFC Roermond   | 18 | 6  | 4 | 8 | 36 | 49 | 16    | -13 |                                   |
| 8  | Bleijerheide   | 18 | 5  | 6 | 7 | 31 | 50 | 16    | -19 |                                   |
| 9  | FC Eindhoven   | 18 | 6  | 3 | 9 | 38 | 51 | 15    | -13 |                                   |
| 10 | MVV Maastricht | 18 | 6  | 3 | 9 | 38 | 45 | 15    | -7  |                                   |

G = Partite giocate; V = Vittorie; N = Nulle/Pareggi; P = Perse; GF = Goal fatti; GS = Goal subiti; DR = Differenza reti, PT = Punti

## Ovest-I
|    | Club                | G  | V  | N | P  | GF | GS | Punti | DR  |                                   |
| -- | ------------------- | -- | -- | - | -- | -- | -- | ----- | --- | --------------------------------- |
| 1  | Ajax                | 18 | 14 | 2 | 2  | 47 | 18 | 30    | +29 | Qualificata per il gruppo finale. |
| 2  | Xerxes              | 18 | 9  | 3 | 6  | 59 | 35 | 21    | +24 |                                   |
| 3  | Blauw-Wit Amsterdam | 18 | 8  | 5 | 5  | 30 | 22 | 21    | +8  |                                   |
| 4  | Stormvogels         | 18 | 8  | 2 | 8  | 32 | 26 | 18    | +6  |                                   |
| 5  | DFC                 | 18 | 7  | 4 | 7  | 38 | 43 | 18    | -5  |                                   |
| 6  | DHC Delft           | 18 | 7  | 3 | 8  | 39 | 48 | 17    | -9  |                                   |
| 7  | SBV Excelsior       | 18 | 7  | 2 | 9  | 41 | 42 | 16    | -1  |                                   |
| 8  | CVV Mercurius       | 18 | 6  | 4 | 8  | 25 | 40 | 16    | -15 |                                   |
| 9  | ADO Den Haag        | 18 | 5  | 4 | 9  | 20 | 30 | 14    | -10 |                                   |
| 10 | RCH                 | 18 | 2  | 5 | 11 | 18 | 45 | 9     | -27 |                                   |

G = Partite giocate; V = Vittorie; N = Nulle/Pareggi; P = Perse; GF = Goal fatti; GS = Goal subiti; DR = Differenza reti, PT = Punti

## Ovest-II
|    | Club             | G  | V  | N | P  | GF | GS | Punti | DR  |                                   |
| -- | ---------------- | -- | -- | - | -- | -- | -- | ----- | --- | --------------------------------- |
| 1  | Feyenoord        | 18 | 15 | 1 | 2  | 66 | 23 | 31    | +43 | Qualificata per il gruppo finale. |
| 2  | DWS              | 18 | 14 | 1 | 3  | 41 | 22 | 29    | +19 |                                   |
| 3  | HFC Haarlem      | 18 | 7  | 4 | 7  | 48 | 47 | 18    | +1  |                                   |
| 4  | VSV              | 18 | 8  | 2 | 8  | 37 | 41 | 18    | -4  |                                   |
| 5  | Sparta Rotterdam | 18 | 7  | 2 | 9  | 38 | 37 | 16    | +1  |                                   |
| 6  | KFC              | 18 | 5  | 6 | 7  | 38 | 44 | 16    | -6  |                                   |
| 7  | HBS Craeyenhout  | 18 | 5  | 5 | 8  | 34 | 46 | 15    | -12 |                                   |
| 8  | Hermes DVS       | 18 | 5  | 4 | 9  | 27 | 41 | 14    | -14 |                                   |
| 9  | VUC              | 18 | 5  | 3 | 10 | 26 | 43 | 13    | -17 |                                   |
| 10 | ZFC              | 18 | 3  | 4 | 11 | 19 | 30 | 10    | -11 |                                   |

G = Partite giocate; V = Vittorie; N = Nulle/Pareggi; P = Perse; GF = Goal fatti; GS = Goal subiti; DR = Differenza reti, PT = Punti

## Gruppo per il titolo
|   | Club          | G | V | N | P | GF | GS | Punti | DR  |
| - | ------------- | - | - | - | - | -- | -- | ----- | --- |
| 1 | Ajax          | 8 | 7 | 0 | 1 | 20 | 10 | 14    | +10 |
| 2 | Feyenoord     | 8 | 5 | 0 | 3 | 21 | 9  | 10    | +12 |
| 3 | PSV           | 8 | 3 | 0 | 5 | 15 | 22 | 6     | -7  |
| 4 | Be Quick 1887 | 8 | 3 | 0 | 5 | 12 | 21 | 6     | -9  |
| 5 | Go Ahead      | 8 | 2 | 0 | 6 | 8  | 14 | 4     | -6  |

G = Partite giocate; V = Vittorie; N = Nulle/Pareggi; P = Perse; GF = Goal fatti; GS = Goal subiti; DR = Differenza reti, PT = Punti